# Angyalgyökér
Az angyalgyökér (Angelica) a zellerfélék családjába tartozó, kb. 50 fajt számláló növénynemzetség.

## Ismertebb fajok
- Orvosi angyalgyökér (Angelica archangelica);
- a réti angyalgyökér (Angelica palustris) láprétek, nyírlápok ritka, fokozottan védett növénye, szára élesen bordázott, levelei durván fogasak. Természetvédelmi értéke 100.000 Ft.
- Az erdei angyalgyökér (Angelica sylvestris) élőhelyei a nedves rétek, láperdők. Feltűnő zöldes fehér ernyős virágokkal, hengeres szárral, bordázatlan, fűrészfogas levelekkel különböztethető meg az orvosi angyalgyökértől.
- A kínai angyalgyökér (Angelica sinensis) avagy Dong Quai Kínában, Koreában és Japánban honos, illatos gyógynövény. Hírneve a ginszengét közelíti: a legfőbb, "minden célra alkalmas" női erősítő gyógynövénynek tekintik. Alkalmas szinte minden nőgyógyászati panasz kezelésére – a szabálytalan menstruációtól a hormonális változások által okozott menopauzális tünetekig. E, A és B12 vitamint tartalmaz. Legalább hatféle értágító és görcsoldó kumarin-származékot különítettek el benne. Illóolajai közt ligusztilid, butilftalid és számos kevésbé lényeges alkotóelem található. A kínai angyalgyökérben ferulsavat (ez egy viszonylag újonnan felfedezett antioxidáns) és különféle poliszacharidokat is találtak. Ezek megelőzik a görcsöket, gátolják a véralvadást, ellazítják a hajszálereket. Kimutatták, hogy a Dong Quai kiegyensúlyozza az ösztrogén-aktivitást. A gyökér Magyarországon étrend-kiegészítőkben korlátozottan alkalmazható, amennyiben a napi maximális bevitel 3 g és (a fototoxikus hatású) furokumarin-tartalma kisebb mint 1,5 mg; a termékek csomagolásán fel van tüntetve, hogy gyerekek, terhes és szoptató anyák nem fogyaszthatják.[1][2]

## Fajlista
- Angelica acutiloba
- Angelica ampla
- Angelica amurensis (syn. Angelica cincta) – amuri angyalgyökér[3]
- Angelica archangelica – orvosi angyalgyökér
- Angelica arguta
- Angelica atropurpurea – amerikai angyalgyökér[3]
- Angelica breweri
- Angelica californica
- Angelica callii
- Angelica canbyi
- Angelica cartilaginomarginata
- Angelica dahurica
- Angelica dawsonii
- Angelica dentata
- Angelica genuflexa
- Angelica gigas
- Angelica glabra – syn.  Angelica dahurica[4]
- Angelica grayi
- Angelica harae
- Angelica hendersonii
- Angelica heterocarpa – felemás angyalgyökér[3]
- Angelica japonica – japán angyalgyökér[3]
- Angelica keiskei
- Angelica kingii
- Angelica lineariloba
- Angelica lucida
- Angelica pachycarpa
- Angelica palustris – réti angyalgyökér,[3] mocsári angyalgyökér,[3] lápi angyalgyökér
- Angelica pancicii
- Angelica pinnata
- Angelica pubescens
- Angelica roseana
- Angelica sikkimensis
- Angelica sinensis – kínai angyalgyökér
- Angelica scabrida
- Angelica sylvestris – erdei angyalgyökér,[3] vízparti angyalgyökér[3]
- Angelica tomentosa
- Angelica triquinata
- Angelica ubatakensis
- Angelica venenosa
- Angelica wheeleri

## Angelica sinensiskémiai összetétele
A növény minősítése szempontjából kiemelt tartalomanyag: illóolajok (0,4–0,7%)
Illóolajok (alkil-ftalidok): ligusztilid, (Z)-ligusztilid, (Z)-6,7-epoxi-liguszilid, angelicid, (Z)-butilidénftalid, butil-ftalid, 2,4-dihidroxi-ftalid anhidrid
Terpének: β-kadinén, karvakrol és cisz-β-ocimén, α−pinén, β-pinén, limonén, szabinén, kamfén, citronellil-acetát, 3-metil-2-oktén
Nem illó összetevők:
Fenilpropanoidok: (E)-ferulsav, koniferil-ferulát
Benzenoidok: valerofenon-o-karbonsav, vanillinsav
Kumarinok, furokumarinok: angelol G, angelikon, umbelliferon, osztol, arhangelicin, bergaptén, bergaptén, imperatorin, izoimperatorin, oxipeudecanin, pszoralén, osztrutol,
Egyéb tartalomanyagok: nikotinsav, borostyánkősav, vitaminok (pl.: A, B1, B12, E, biotin), nyomelemek.

### Fordítás
- Ez a szócikk részben vagy egészben  az   Angelica című angol Wikipédia-szócikk ezen változatának fordításán alapul.  Az eredeti cikk szerkesztőit annak laptörténete sorolja fel. Ez a jelzés csupán a megfogalmazás eredetét és a szerzői jogokat jelzi, nem szolgál a cikkben szereplő információk forrásmegjelöléseként.